# Джунейт Яшар
Джунейт Рефик Яшар е български футболист, полузащитник. Роден е на 30 декември 1985 г. в Асеновград. Играе за ФК Крумовград.

## Кариера
Юноша на Левски (София). Идва в столицата от Асеновград на 14 години. След това израства при децата и юношите под ръководството на Антони Здравков. Треньорът го взема със себе си в мъжете на Черноморец (Бургас) за една година. Следващия сезон Яшар изкарва в Черноморец 919. По-късно отново е при Здравков в Чавдар (Бяла Слатина). През лятото на 2007 преминава в Калиакра (Каварна), а от юли 2008 отново е играч на Левски (София). През зимата на 2008 преминава в Сливен 2000 (Сливен), но след като изкарва зимна подготовка с отбора те се отказват от него и той се връща в отбора на Левски. През февруари 2009 е преотстъпен на Калиакра (Каварна) до края на сезона.
„Силните качества на Яшар са техниката, погледът върху играта и статичните положения, когато подава или бие от фаул със страхотната си левачка, 90 процента е гол“, коментира Здравков. Специалистът смята, че Джунейт има характер за голям футбол.

## Статистика по сезони
| Отбор                  | Сезон   | Шампионат | Шампионат | Нац. купа | Нац. купа | Евротурнири | Евротурнири | Общо | Общо |
| Отбор                  | Сезон   | М         | Г         | М         | Г         | М           | Г           | М    | Г    |
| ---------------------- | ------- | --------- | --------- | --------- | --------- | ----------- | ----------- | ---- | ---- |
| Черноморец (Бургас)    | 2004-05 | 12        | 0         | 0         | 0         | –           | –           | 12   | 0    |
| Черноморец Бс (Бургас) | 2005-06 | 0         | 0         | 1         | 0         | –           | –           | 1    | 0    |
| Чавдар (Бяла Слатина)  | 2006-07 | 26        | 2         | 2         | 2         | –           | –           | 28   | 4    |
| Калиакра (Каварна)     | 2007-08 | 25        | 6         | 5         | 0         | –           | –           | 30   | 6    |
| Левски (София)         | 2008-09 | 0         | 0         | 0         | 0         | 0           | 0           | 0    | 0    |
| Калиакра (Каварна)     | 2008-09 | 0         | 0         | 0         | 0         | 0           | 0           | 0    | 0    |

Последна актуализация: 20.02.2018